# Плавання на літніх Олімпійських іграх 2020 — 100 метрів вільним стилем (чоловіки)
Змагання з плавання на 100 метрів вільним стилем серед чоловіків на літніх Олімпійських іграх 2020 тривали з 27 до 29 липня 2021 року в Олімпійському центрі водних видів спорту. Це була двадцять восьма поява цієї дисципліни на Олімпійських іграх. Її проводили на кожній Олімпіаді за винятком 1900 року.

## Рекорди
Перед цими змаганнями чинні світовий і олімпійський рекорди були такими:
| Світовий рекорд     | Сезар Сьєло Фільйо (BRA) | 46.91 | Рим, Італія                         | 30 липня 2009  | [ 2 ] [ 3 ] |
| Олімпійський рекорд | Імон Саллівен (AUS)      | 47.05 | Пекін, Китайська Народна Республіка | 13 серпня 2008 | [ 4 ]       |

## Кваліфікація
Олімпійський кваліфікаційний норматив для цієї дисципліни становить 48,57 секунди. За цим нормативом від кожного Національного олімпійського комітету (NOC) можуть автоматично кваліфікуватися щонайбільше два плавці, виконавши його на затверджених кваліфікаційних змаганнях. Норматив олімпійського відбору становить 50,03 секунди. За цим нормативом від кожного НОК може кваліфікуватися щонайбільше один плавець, що посідає досить високе місце у світовому рейтингу, поки не буде вичерпано квоту для всіх плавальних дисциплін. НОК, що ще не має плавця в жодній дисципліні, може скористатися зі свого права на універсальну квоту.

## Формат змагань
Змагання складаються з трьох раундів: попередні запливи, півфінали та фінал. Плавці, що показали 16 найкращих результатів у попередніх запливах, виходять до півфіналів. Плавці, що показали 8 найкращих результатів у півфіналах, виходять до фіналу. У тому разі, коли на останнє місце потрапляння до півфіналів чи фіналу претендують два чи більше плавця з однаковим часом, передбачено перепливання.

## Розклад
Змагання тривають три дні, кожний раунд наступного дня.
Часовий пояс - японський стандартний час (UTC + 9)
| Дата               | Час   | Раунд             |
| ------------------ | ----- | ----------------- |
| Вівторок, 27 липня | 19:00 | Попередні запливи |
| Середа, 28 липня   | 10:30 | Півфінали         |
| Четвер, 29 липня   | 11:37 | Фінал             |

## Результати

### Попередні запливи
Плавці, що показали 16 найкращих результатів незалежно від запливу, виходять до півфіналу.
| Місце | Заплив | Доріжка | Ім'я                     | Країна                           | Час     | Примітки |
| ----- | ------ | ------- | ------------------------ | -------------------------------- | ------- | -------- |
| 1     | 9      | 2       | Томас Чеккон             | Італія (ITA)                     | 47.71   | Q        |
| 2     | 9      | 4       | Кайлеб Дрессел           | США (USA)                        | 47.73   | Q        |
| 3     | 8      | 4       | Кайл Чалмерс             | Австралія (AUS)                  | 47.77   | Q        |
| 4     | 9      | 5       | Алессандро Мірессі       | Італія (ITA)                     | 47.83   | Q        |
| 5     | 7      | 4       | Климент Колесников       | Олімпійський комітет Росії (ROC) | 47.89   | Q        |
| 6     | 7      | 3       | Хван Сун Ву              | Південна Корея (KOR)             | 47.97   | Q        |
| 7     | 8      | 5       | Мінаков Андрій Дмитрович | Олімпійський комітет Росії (ROC) | 48.00   | Q        |
| 8     | 9      | 6       | Давід Попович            | Румунія (ROU)                    | 48.03   | Q        |
| 9     | 9      | 3       | Нандор Немет             | Угорщина (HUN)                   | 48.11   | Q        |
| 10    | 8      | 8       | Юрі Кісіл                | Канада (CAN)                     | 48.15   | Q        |
| 11    | 7      | 5       | Зак Еппл                 | США (USA)                        | 48.16   | Q        |
| 12    | 8      | 3       | Максім Груссе            | Франція (FRA)                    | 48.25   | Q        |
| 13    | 8      | 2       | Андрей Барна             | Сербія (SRB)                     | 48.30   | Q        |
| 14    | 7      | 6       | Джошуа Льєндо            | Канада (CAN)                     | 48.34   | Q        |
| 15    | 7      | 2       | Роман Мітюков            | Швейцарія (SUI)                  | 48.43   | Q        |
| 16    | 6      | 2       | Джекоб Віттл             | Велика Британія (GBR)            | 48.44   | Q        |
| 17    | 9      | 7       | Накамура Кацумі          | Японія (JPN)                     | 48.48   |          |
| 18    | 7      | 1       | Апостолос Хрістоу        | Греція (GRE)                     | 48.50   |          |
| 18    | 8      | 6       | Хе Цзюньї                | Китай (CHN)                      | 48.50   |          |
| 20    | 7      | 8       | Себастьян Сабо           | Угорщина (HUN)                   | 48.51   |          |
| 21    | 6      | 7       | Стан Пейненбург          | Нідерланди (NED)                 | 48.53   |          |
| 22    | 6      | 6       | Ділан Картер             | Тринідад і Тобаго (TTO)          | 48.66   |          |
| 23    | 7      | 7       | Мегді Метелла            | Франція (FRA)                    | 48.68   |          |
| 24    | 9      | 1       | Кемерон Макевой          | Австралія (AUS)                  | 48.72   |          |
| 25    | 8      | 1       | Педро Спаярі             | Бразилія (BRA)                   | 48.74   |          |
| 26    | 6      | 4       | Даміан Вірлінг           | Німеччина (GER)                  | 48.83   |          |
| 27    | 6      | 1       | Robin Hanson             | Швеція (SWE)                     | 49.07   |          |
| 28    | 5      | 7       | Нікола Мілєнич           | Хорватія (CRO)                   | 49.25   |          |
| 29    | 6      | 8       | Мейрон Черуті            | Ізраїль (ISR)                    | 49.26   |          |
| 30    | 5      | 3       | Алі Халафалла            | Єгипет (EGY)                     | 49.31   |          |
| 30    | 5      | 4       | Мікель Шройдерс          | Аруба (ARU)                      | 49.31   |          |
| 32    | 6      | 5       | Габріель Сантос          | Бразилія (BRA)                   | 49.33   |          |
| 33    | 5      | 6       | Альберто Местре          | Венесуела (VEN)                  | 49.44   |          |
| 34    | 4      | 5       | Іан Хо                   | Гонконг (HKG)                    | 49.49   |          |
| 35    | 9      | 8       | Сергій Шевцов            | Україна (UKR)                    | 49.55   |          |
| 36    | 5      | 8       | Люк Геббі                | Філіппіни (PHI)                  | 49.64   |          |
| 37    | 6      | 3       | Уссама Сануне            | Алжир (ALG)                      | 49.65   |          |
| 38    | 5      | 4       | Артур Барсегян           | Вірменія (ARM)                   | 49.78   |          |
| 39    | 5      | 5       | Джозеф Скулінг           | Сінгапур (SGP)                   | 49.84   |          |
| 40    | 4      | 6       | Ніколас Антоніу          | Кіпр (CYP)                       | 50.00   |          |
| 41    | 4      | 7       | Хуршиджон Турсунов       | Узбекистан (UZB)                 | 50.14   |          |
| 42    | 4      | 8       | Петер Ветцлар            | Зімбабве (ZIM)                   | 50.31   |          |
| 43    | 4      | 2       | Самі Бутуїль             | Марокко (MAR)                    | 50.37   |          |
| 44    | 5      | 1       | Бен Хокін                | Парагвай (PAR)                   | 50.41   |          |
| 45    | 5      | 2       | Емір Муратович           | Боснія і Герцеговина (BIH)       | 50.43   |          |
| 46    | 4      | 3       | Арі-Пекка Люкконен       | Фінляндія (FIN)                  | 50.48   |          |
| 47    | 3      | 4       | Мохтар Аль-Ямані         | Ємен (YEM)                       | 50.52   |          |
| 48    | 4      | 1       | Метью Абейсінгх          | Шрі-Ланка (SRI)                  | 50.62   |          |
| 49    | 3      | 3       | Ендрю Четкуті            | Мальта (MLT)                     | 51.47   |          |
| 50    | 3      | 6       | Юсуф Аль-Матруши         | Об'єднані Арабські Емірати (UAE) | 51.50   |          |
| 51    | 3      | 5       | Стефано Мітчелл          | Антигуа і Барбуда (ANT)          | 51.64   |          |
| 52    | 3      | 2       | Кледі Кадіу              | Албанія (ALB)                    | 51.65   |          |
| 53    | 3      | 1       | Ісса Аль-Адаві           | Оман (OMA)                       | 51.81   |          |
| 54    | 3      | 7       | Жан Зефір                | Сент-Люсія (LCA)                 | 51.94   |          |
| 55    | 3      | 8       | Miguel Mena              | Нікарагуа (NCA)                  | 51.99   |          |
| 56    | 2      | 4       | Даніло Росафіо           | Кенія (KEN)                      | 52.54   |          |
| 57    | 2      | 5       | Джаггер Стефенз          | Гуам (GUM)                       | 52.72   |          |
| 58    | 2      | 6       | Делрон Фелікс            | Гренада (GRN)                    | 52.99   |          |
| 59    | 1      | 6       | Александер Шах           | Непал (NEP)                      | 53.41   |          |
| 60    | 2      | 3       | Матьйо Марке             | Маврикій (MRI)                   | 53.56   |          |
| 61    | 2      | 2       | Бошко Радулович          | Чорногорія (MNE)                 | 53.60   |          |
| 62    | 2      | 7       | Мухаммад Хасіб Тарік     | Пакистан (PAK)                   | 53.81   |          |
| 63    | 2      | 1       | Атухайре Амбала          | Уганда (UGA)                     | 54.23   |          |
| 64    | 1      | 3       | Олт Кондіроллі           | Косово (KOS)                     | 54.33   |          |
| 64    | 2      | 8       | Беллі-Кресус Ганіра      | Бурунді (BDI)                    | 54.33   |          |
| 66    | 1      | 5       | Язан Аль-Бавваб          | Палестина (PLE)                  | 54.51   |          |
| 67    | 1      | 4       | Ендрю Фаулер             | Гаяна (GUY)                      | 55.23   |          |
| 68    | 1      | 1       | Сангай Тензін            | Бутан (BHU)                      | 57.57   |          |
| 69    | 1      | 2       | Мубаль Ібрагім           | Мальдіви (MDV)                   | 58.37   |          |
| 70    | 1      | 7       | Едгар Іро                | Соломонові Острови (SOL)         | 1:00.13 |          |
| 71    | 8      | 7       | Метью Річардс            | Велика Британія (GBR)            | DNS     |          |

### Півфінали
Плавці, що показали 8 найкращих результатів незалежно від запливу, виходять до фіналу.
| Місце | Заплив | Доріжка | Ім'я                     | Країна                           | Час   | Примітки |
| ----- | ------ | ------- | ------------------------ | -------------------------------- | ----- | -------- |
| 1     | 2      | 3       | Климент Колесников       | Олімпійський комітет Росії (ROC) | 47.11 | Q, ER    |
| 2     | 1      | 4       | Кайлеб Дрессел           | США (USA)                        | 47.23 | Q        |
| 3     | 1      | 5       | Алессандро Мірессі       | Італія (ITA)                     | 47.52 | Q        |
| 4     | 1      | 3       | Хван Сун Ву              | Південна Корея (KOR)             | 47.56 | Q, AS    |
| 5     | 1      | 6       | Давід Попович            | Румунія (ROM)                    | 47.72 | Q        |
| 6     | 2      | 5       | Кайл Чалмерс             | Австралія (AUS)                  | 47.80 | Q        |
| 7     | 2      | 2       | Нандор Немет             | Угорщина (HUN)                   | 47.81 | Q, NR    |
| 8     | 1      | 7       | Максім Груссе            | Франція (FRA)                    | 47.82 | Q        |
| 9     | 2      | 1       | Андрей Барна             | Сербія (SRB)                     | 47.94 | NR       |
| 10    | 2      | 6       | Мінаков Андрій Дмитрович | Олімпійський комітет Росії (ROC) | 48.03 |          |
| 11    | 2      | 7       | Зак Еппл                 | США (USA)                        | 48.04 |          |
| 12    | 2      | 4       | Томас Чеккон             | Італія (ITA)                     | 48.05 |          |
| 13    | 1      | 8       | Джекоб Віттл             | Велика Британія (GBR)            | 48.11 |          |
| 14    | 1      | 1       | Джошуа Льєндо            | Канада (CAN)                     | 48.19 |          |
| 15    | 1      | 2       | Юрі Кісіл                | Канада (CAN)                     | 48.31 |          |
| 16    | 2      | 8       | Роман Мітюков            | Швейцарія (SUI)                  | 48.53 |          |

### Фінал
| Місце | Доріжка | Ім'я               | Країна                           | Час   | Примітки |
| ----- | ------- | ------------------ | -------------------------------- | ----- | -------- |
| 1     | 5       | Кайлеб Дрессел     | США (USA)                        | 47.02 | OR       |
| 2     | 7       | Кайл Чалмерс       | Австралія (AUS)                  | 47.08 |          |
| 3     | 4       | Климент Колесников | Олімпійський комітет Росії (ROC) | 47.44 |          |
| 4     | 8       | Максім Груссе      | Франція (FRA)                    | 47.72 |          |
| 5     | 6       | Хван Сун Ву        | Південна Корея (KOR)             | 47.82 |          |
| 6     | 3       | Алессандро Мірессі | Італія (ITA)                     | 47.86 |          |
| 7     | 2       | Давід Попович      | Румунія (ROM)                    | 48.04 |          |
| 8     | 1       | Нандор Немет       | Угорщина (HUN)                   | 48.10 |          |